# 小稻弄蝶
小稻弄蝶（学名：Parnara bada），又名秋弄蝶、么紋稻弄蝶、姬單帶弄蝶、姬一文字弄蝶、姬一字挵蝶、姬稻挵蝶、ㄠ紋稻弄蝶，为弄蝶科稻弄蝶屬下的一个种。

## 描述
本種雌雄外觀差異不明顯。雄蝶頭部有褐色毛，觸角短於前翅一半，末端細小裸露，呈鉤狀；口器褐色，下唇鬚直立，前兩節白色有毛，末節褐色、棒狀。胸腹部背面褐色，腹面灰白，足為白色。
前翅長13-18 mm，呈三角形，外緣略突出；後翅扇形，臀區稍呈葉狀。翅背為褐色底，具透明斑，翅基附近覆淡褐毛。前翅M2、M3、CuA1室各有斑點，斜排列，M2斑點有時缺失，翅尖另有最多三個小斑點。後翅斑點數量不定，最多四個（M1、M2、M3、CuA1），常有缺失甚至全無。
翅腹面黃褐色，斑紋與背面類似，但後翅斑點更清晰，Rs室有時具小斑點，與中央斑列不對齊，中室末端偶見額外小斑。緣毛為白色。雌蝶與雄蝶相似，但翅幅較寬。

## 分佈
廣泛見於中國南方、中南半島、東南亞、南亞等地。並延伸至日本南部島嶼、蘇拉威西及澳洲東北部。
臺灣主要分布於本島平地至中海拔地區，離島如龜山島、綠島、蘭嶼、澎湖、金門與馬祖亦有記錄。

## 棲地
棲息於草澤、草地、稻田及常綠闊葉林等多種環境，一年可發生多代。成蝶飛行活潑敏捷，具訪花習性，幼蟲以多種禾本科植物為食，包括稻、李氏禾、稗及象草等農作物。